# 読書始
読書始（どくしょはじめ/ふみはじめ・書始）とは、ある個人（特に貴人の子弟）が初めて学習を開始する時、もしくは毎年最初の学習開始の時に行われる儀式のこと。

## 概要
前者に関しては、天長10年4月23日（833年5月16日）に当時の皇太子恒貞親王が読書始を行ったのが最古の記録である（『続日本後紀天長10年4月庚辰条）。皇族と貴族の子弟では手順が異なる部分も存在するが、『西宮記』や『江家次第』などによれば、最初に博士（侍読、師匠にあたる）がテキストの表題を読み上げ、尚復（しょうふく）と呼ばれる助手にあたる者がこれを復唱する。その後、博士が本文を読み上げてこれを見本として儀式を受ける本人と相伴の侍臣・家司が復唱を行い、最後に尚復が止めた。なお、儀式の後に手習始（てならいはじめ）の儀が行われたり（『本朝世紀』寛治元年12月24日条）、饗宴や作詩などが行われる場合があったりした（『本朝文粋』）。貴族社会では7歳から10歳のうちに行われる場合が多く、テキストとしては、初学者に対して用いられる『孝経』・『史記』・『千字文』・『蒙求』などが用いられた。
後者に関しては、元久元年1月12日（1204年2月14日）に征夷大将軍源実朝が新年読書始を行ったのが最古の記録である（『吾妻鏡元久元年正月12日条）。近世においては、藩校や私塾でも同様の行事が行われ、「学問始」「稽古始」などとも称された。宮廷においては近代に入ると、講書始として再構成されることになる。
装束は、中世以降では天皇は御引直衣、東宮は青色欠腋袍の束帯を例とする。